# Senefer

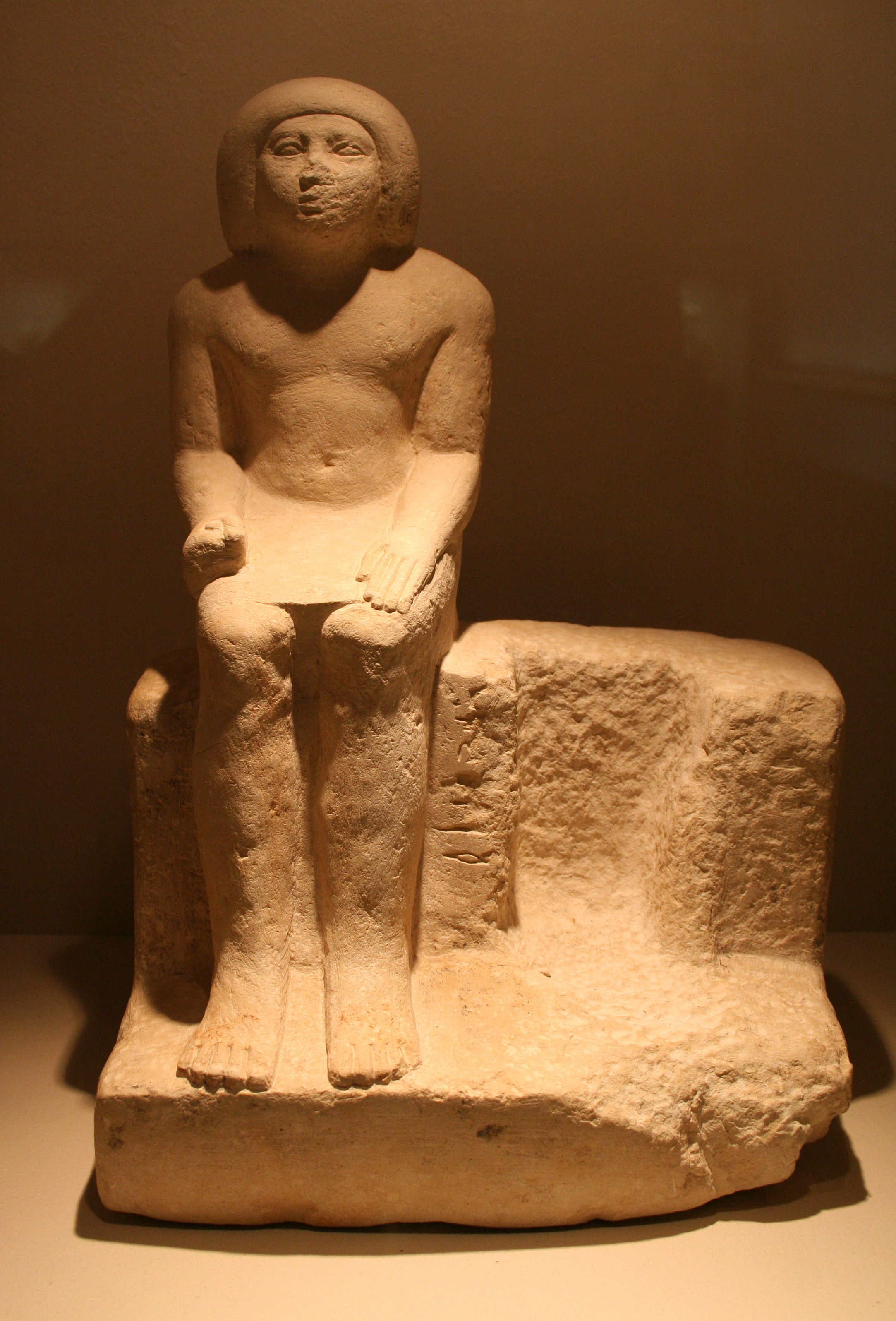
Sitzfigur des Senefer und seiner Frau; letztere wurde nachträglich entfernt; Roemer- und Pelizaeus-Museum, Hildesheim

Senefer war ein altägyptischer Beamter und „Königsabkömmling“ in der 6. Dynastie im Alten Reich. Er trug den Titel eines Aufsehers am Königshof. Seine Frau hieß Anch-Hathor und wird als „Königsenkelin“ bezeichnet.

## Sein Grab
Die nichtnummerierte Mastaba befindet sich im Westfriedhof  in der Nähe von D 100 und wurde von Hermann Junker ausgegraben.
Die Mastaba stammt aus der späten  6. Dynastie. Ihren Zustand beschreibt Junker als „wenig erfreulich“ wegen der schlechten Bauausführung. Es wurde brüchiger Kalkstein verwendet, die Wände des Kultraums sind rau und schlecht bearbeitet, die  Scheintüren sind ohne Inschriften. Die einzige bildliche Darstellung befindet sich im Gewände des Eingangs. Sie zeigt Senefer stehend auf seinen Stab gelehnt und hinter ihm seine Gemahlin mit ihrem rechten Arm auf seiner rechten Schulter.
Im  Roemer- und Pelizäus-Museum Hildesheim (Hildesheim, PM, Inv. Nr. 2973) befindet sich eine Sitzgruppe dieses Ehepaares, die im Serdab gefunden wurde. Übrig geblieben ist nur Senefer, seine Ehefrau ist absichtlich weggemeißelt worden und der Name wurde ausgelöscht. Martin von Falck vermutet, dass es sich hier um eine Ehescheidung handelt.  Junker erörtert diese Möglichkeit ebenfalls, hält aber auch  Grabräuberei für möglich. Dafür spricht, dass der Name der Anchhathor im Eingang nicht weggemeißelt wurde. Andererseits fragt man sich, warum die Grabräuber nicht die ganze Doppelstatue mitgenommen haben.